# Стропков (округ)
Округ Стропков або Стропківський округ (словац. okres Stropkov) — округ (район) Пряшівського краю в північно-східній частині Словаччини з адміністративним центром в місті Стропков. На півночі межує з Польщею, на сході з Меджилабірським округом, на південному сході з Гуменським округом, на півдні з Врановським округом, на заході та на північному заході з Свидницьким округом.

## Географія
Площа становить 389 км².
У південній частині округу знаходиться водосховище Велика Домаша, яке є резервуаром водогінної і питної води. У процесі побудови виселено приблизно 2000 мешканців 6 сіл, у тому числі повністю виселено 4 села (на території округу це село Вальків та Петеївці), частини сіл Бжани та Турани-над-Ондавою. Розташована Лаборецька Верховина.

## Населення
| Рік:            | 1994.  | 2004.   | 2014.   | 2024.   |
| --------------- | ------ | ------- | ------- | ------- |
| Кількість осіб: | 20 304 | 20 902  | 20 744  | 19 414  |
| Різниця:        |        | +2,94 % | -0,75 % | -6,41 % |

| Рік:            | 2023.  | 2024.   |
| --------------- | ------ | ------- |
| Кількість осіб: | 19 553 | 19 414  |
| Різниця:        |        | -0,71 % |

Станом на 31 грудня 2017 року в окрузі проживало 20 623 особи.
У 2011 році в окрузі проживало 20 931 особа.

### Населені пункти
На території Стропковського округу знаходиться 43 населених пунктів, в тому числі 1 місто: Стропков, села: Баня, Брезниця, Березничка, Брусниця, Буковець (Буківці), Бистра, Бжани, Дуплин, Грибів, Гавай, Хотча, Якушівці, Колбівці, Корункова, Кожухівці, Крішлівці, Кручів, Крушинець, Ломне, Маковець (Маківці), Мала Поляна, Микова, Міньовце, Мразівці, Нижня Ольшава, Вільшавка, Потоки, Потічки, Сольник, Сташківці, Шандал, Тісінец (Тисинець), Токаїк, Турани-над-Ондавою, Варехівці, Велькроп, Віслава, Владича, Війтівці, Вишківці, Вишня Ольшава (Вишня Вільшава), Вишній Грабовець.
У минулому крім них існувало ще кілька інших сіл, але вони або були об'єднані із сусідніми населеними пунктами, або зникли. Колись самостійні села Бокша та Ситник були приєднані до міста Стропків і становлять його міські частини. Бокшу приєднано в 1964 році. Ситник із містом злився скоріше. Села Вальків та Петеївці зникли через будову водосховища Велика Домаша.

## Україно-русинськагромада
Частина сільського населення цього округу, передусім із сіл Березничка, Брусниця, Буковець (Буківці), Бистра, Бжани, Гавай, Грибів, Хотча, Якушівці, Колбівці, Корункова, Кожухівці, Крішлівці, Кручів, Крушинець, Ломне, Маковець (Маківці), Мала Поляна, Микова, Мразівці, Вільшавка, Потоки, Потічки, Сольник, Сташківці, Токаїк, Варехівці, Велькроп, Віслава, Владича, Війтівці, Вишківці, Вишня Ольшава (Вишня Вільшава), Вишній Грабовець є україно-русинського походження, за віросповіданням греко-католики, або православні.
У 38 із 43 населених пунктів є 57 церков східного обряду, з них 45 греко-католицьких та 12 православних.